# Mała chatka
Mała chatka (ang. The Little Hut) – brytyjska komedia romantyczna z 1957 roku, zrealizowana według sztuki autorstwa André Roussin pt. La petite hutte.

## Treść
Susan jest żoną Philipa. Od dłuższego czasu czuje się zaniedbywana przez małżonka. Postanawia więc znaleźć sobie kochanka. Jej wybór pada na Henry'ego, bliskiego przyjaciela Philipa, który skrycie się w niej kocha. Nieświadomy niczego Philip zabiera żonę i przyjaciela na ekscytujący rejs po tropikalnym morzu. Jednak statek, którym podróżują, ulega katastrofie i cała trójka ląduje na bezludnej wyspie.

## Obsada
- Ava Gardner - Susan Ashlow
- Stewart Granger - Philip Ashlow
- David Niven - Henry Brittingham-Brett
- Walter Chiari - Mario
- Jean Cadell - pani Brittingham-Brett
- Jack Lambert - kapitan MacWalt
- Viola Lyel - panna Edwards
- Finlay Currie - oficer Brittingham-Brett